# Латвия на летних Олимпийских играх 2000
Латвия на летних Олимпийских играх 2000 была представлена 45 спортсменами. Впервые в истории латышского участия в Олимпийских играх была завоёвана золотая медаль.

## Медалисты
| Медаль  | Спортсмен        | Вид спорта            | Дисциплина                        |
| ------- | ---------------- | --------------------- | --------------------------------- |
| Золото  | Игорь Вихров     | Спортивная гимнастика | Мужчины, вольные упражнения       |
| Серебро | Айгар Фадеев     | Лёгкая атлетика       | Мужчины, спортивная ходьба, 50 км |
| Бронза  | Всеволод Зелёный | Дзюдо                 | Мужчины, до 73 кг                 |

## Результаты соревнований

### Академическая гребля
В следующий раунд из каждого заезда проходили несколько лучших экипажей (в зависимости от дисциплины). В финал A выходили 6 сильнейших экипажей, остальные разыгрывали места в утешительных финалах B-D.
Мужчины
| Соревнование | Спортсмены       | Предварительный заезд | Предварительный заезд | Предварительный заезд | Отборочный заезд | Отборочный заезд | Отборочный заезд | Полуфинал | Полуфинал | Полуфинал | Финал | Финал | Итоговое место |
| Соревнование | Спортсмены       | Заезд                 | Время                 | Место                 | Заезд            | Время            | Место            | Заезд     | Время     | Место     | Время | Место | Итоговое место |
| ------------ | ---------------- | --------------------- | --------------------- | --------------------- | ---------------- | ---------------- | ---------------- | --------- | --------- | --------- | ----- | ----- | -------------- |
| одиночки     | Андрис Рейнольдс | DSQ                   | DSQ                   | DSQ                   | DSQ              | DSQ              | DSQ              | DSQ       | DSQ       | DSQ       | DSQ   | DSQ   | —              |

### Велоспорт

#### Трековый велоспорт
Всего спортсменов — 4
После квалификации лучшие спортсмены по времени проходили в раунд на выбывание, где проводили заезды одновременно со своим соперником. Лучшие спортсмены по времени проходили в следующий раунд.
Мужчины
| Спортсмен                                 | Соревнование     | Квалификация | Квалификация | 1\4 финала                | 1\2 финала     | Финал Матч за 3-е место | Место |
| Спортсмен                                 | Соревнование     | Время        | Место        | Соперник Время            | Соперник Время | Соперник Время          | Место |
| ----------------------------------------- | ---------------- | ------------ | ------------ | ------------------------- | -------------- | ----------------------- | ----- |
| Виестурс Берзинс Айнарс Киксис Иво Лакакс | командный спринт | 45,589       | 6            | Австралия · 46,525 · пор. |                | Не прошли               | 8     |

Победители определялись по результатам одного соревновательного дня. В гите победителей определяли по лучшему времени, показанному на определённой дистанции, а в гонке по очкам и мэдисоне по количеству набранных баллов.
Мужчины
| Спортсмен    | Соревнование | Результат         | Место |
| Спортсмен    | Соревнование | Время Очки        | Место |
| ------------ | ------------ | ----------------- | ----- |
| Гвидо Миезис | Гит с места  | 1:08,113 (+6,504) | 16    |

### Плавание
Спортсменов — 1
В следующий раунд на каждой дистанции проходили лучшие спортсмены по времени, независимо от места занятого в своём заплыве.
Мужчины
| Спортсмен        | Соревнование | Предварительные заплывы | Предварительные заплывы | Полуфиналы | Полуфиналы | Финал     | Финал     |
| Спортсмен        | Соревнование | Результат               | Место                   | Результат  | Место      | Результат | Место     |
| ---------------- | ------------ | ----------------------- | ----------------------- | ---------- | ---------- | --------- | --------- |
| Валерий Калмыков | 100 м брасс  | 3:04,02                 | 34                      | Не прошёл  | Не прошёл  | Не прошёл | Не прошёл |

### Дзюдо
Спортсменов — 1
Соревнования по дзюдо проводились по системе на выбывание. В утешительные раунды попадали спортсмены, проигравшие полуфиналистам турнира. Два спортсмена, одержавших победу в утешительном раунде, в поединке за бронзу сражались с проигравшими в полуфинале.
Мужчины
| Соревнование | Спортсмены       | Первый раунд       | Второй раунд                 | 1/8 финала                       | Четвертьфинал                    | Полуфинал                    | Финал                           | Место |
| Соревнование | Спортсмены       | Соперник Результат | Соперник Результат           | Соперник Результат               | Соперник Результат               | Соперник Результат           | Соперник Результат              | Место |
| ------------ | ---------------- | ------------------ | ---------------------------- | -------------------------------- | -------------------------------- | ---------------------------- | ------------------------------- | ----- |
| до 73 кг     | Всеволод Зелёный | Не участвовал      | Э. Ларак (HAI) В 1001 — 0000 | А. Штурбабин (UZB) В 1010 — 0010 | Д. Маддалони (ITA) В 0011 — 0001 | Завершил выступление         | Завершил выступление            | 3     |
| до 73 кг     | Всеволод Зелёный | Не участвовал      | Э. Ларак (HAI) В 1001 — 0000 | А. Штурбабин (UZB) В 1010 — 0010 | Утешительный турнир              |                              |                                 | 3     |
| до 73 кг     | Всеволод Зелёный | Не участвовал      | Э. Ларак (HAI) В 1001 — 0000 | А. Штурбабин (UZB) В 1010 — 0010 | Х. Мусса (TUN) В 1000 — 0010     | Ф. Хедер (FRA) В 1110 — 0100 | Чхой Ён Син (KOR) В 1000 — 0000 | 3     |

### Фехтование
Спортсменов — 1
В индивидуальных соревнованиях спортсмены сражаются три раунда по три минуты, либо до того момента, как один из спортсменов нанесёт 15 уколов. В командных соревнованиях поединок идёт 9 раундов по 4 минуты каждый, либо до 45 уколов. Если по окончании времени в поединке зафиксирован ничейный результат, то назначается дополнительная минута до «золотого» укола.
Женщины
| Соревнование         | Спортсмены         | 1/32 финала                        | 1/16 финала                        | 1/8 финала                       | Четвертьфиналы        | Полуфиналы            | Финал матч за 3-е место | Место |
| Соревнование         | Спортсмены         | Соперник Результат                 | Соперник Результат                 | Соперник Результат               | Соперник Результат    | Соперник Результат    | Соперник Результат      | Место |
| -------------------- | ------------------ | ---------------------------------- | ---------------------------------- | -------------------------------- | --------------------- | --------------------- | ----------------------- | ----- |
| Индивидуальная шпага | Юлия Вансович (30) | Катерин Браво (CHI) (35) поб. 15:5 | Дьондьи Салай (HUN) (3) поб. 15:13 | Тимеа Надь (HUN) (14) пор. 10:15 | Завершила выступление | Завершила выступление | Завершила выступление   | 16    |